# Dabiss
Dabiss är en ort i Guinea.   Den ligger i prefekturen Telimele Prefecture och regionen Kindia Region, i den västra delen av landet, 210 km norr om huvudstaden Conakry. Dabiss ligger 108 meter över havet och antalet invånare är 30 140.
Terrängen runt Dabiss är lite kuperad. Runt Dabiss är det ganska glesbefolkat, med 38 invånare per kvadratkilometer. Det finns inga andra samhällen i närheten. I omgivningarna runt Dabiss växer huvudsakligen savannskog.